# Antal Olga
Antal Olga (Szodó, 1956. október 31. –) magyar színésznő. Férje, Fazekas István színész.

## Élete
Szülei: Antal Lajos, Szurdi Olga. Férje Fazekas István színművész, akitől 1986-ban született gyermeke, Fazekas András.

### Tanulmányai
- Vegyipari Technikum (Pozsony) 1971–1975
- Színművészeti Főiskola (színész) 1979–1984 [6]
- Drámapedagógiai Társaság (drámainstruktor-foglalkozásvezető) 2010–2011

### Pályafutása
- Veszprémi Petőfi Színház 1984–1989 [6]
- Pécsi Nemzeti Színház 1989–1990 [6]
- Veszprémi Petőfi Színház 1990–1995 [6]
- szabadúszó 1995–2004
- Nyíregyházi Móricz Zsigmond Színház 2004–2011[3]
- szabadúszó 2011-től napjainkig

## Színházi szerepeiből
Ódri Színpad
- Dürrenmatt: János király – Konstancia

Petőfi Színház (Veszprém)
- Milne: Micimackó – Nyuszi
- Tamási Áron: Tündöklő Jeromos – Ágnes, fiatal leány
- O'Neill: Ó, ifjúság! – Muriel
- Katajev: A kör négyszögesítése – Tánya
- Molnár F: A doktor úr – Lenke
- Hunyadí S: A három sárkány – Kitty
- Kipling: A dzsungel könyve – Szürketestvér
- Schöntan: A szabin nők elrablása – Etelka
- Dickens-Ornadel: Pickwick klub – Mary
- Pilinszky János: Élőképek – színész
- Gibson: Libikóka – Gittel Mosca
- Csehov: Cseresznyéskert – Dunyasa
- Gyurkovics Tibor: Boldogháza – Sári
- Békeffy István: A régi nyár – Lulu
- Kocsis István: Árpádházi Szent Margit – Alinka Ajkai
- Ibsen: Peer Gynt – Solvejg, fiatal lány
- Shakespeare: Szentivánéji álom – Hermia
- Shakespeare: Szeget szeggel – Marianna

Vörösmarty Színház (Székesfehérvár)
- Vészi Endre: Don Quijote utolsó kalandja – Lucinda

Nemzeti Színház (Pécs)
- Szép Ernő: Vőlegény – Kornél
- Shakespeare: Szeget szeggel – Marianna

Petőfi Színház (Veszprém) 
- Komjáthy-Emőd-Török: Ipafai lakodalom – Zeller Cili
- Heltai Jenő: A néma levente – Carlotta
- Shakespeare: Rómeó és Júlia – Dajka
- Lázár Ervin: Bab Berci kalandjai – Utolsó Szaurelia
- Déri Tibor: A szabadság vendége (G.A. úr X-ben) – Erzsébet
- Molière: Tartuffe – Elmira
- Petőfi: Tigris és hiéna – Ilona királyné
- Kovács Attila-Asztalos István: Szellőjáró köpönyeg – Füllent,  Kék katona
- Steinbeck: Egerek és emberek – Curleyné
- Csemer Géza: Dankó Pista – Rúzsi, cigánylány
- Vándorfi László: Jézus passió – Mária
- Shakespeare: Lear király – Goneril
- Molnár F: Üvegcipő – Adél
- Csukás István: Ágacska – Ágacska

Egri Szabadtéri Játékok
- Gárdonyi Géza: Annuska – Kati

Pécsi Harmadik Színház (1997)
- Kiss Anna: A macskaprémkalapos hölgy (monodráma)

Szentendrei Teátrum
- Molière: George Dandin, avagy a megcsúfolt férj – Madame de Sotenville (1998)

Örkény István Színház (Budapest) 
- Svarc: A Sárkány – Feleség (2003)

Móricz Zsigmond Színház (Nyíregyháza)
- Ibsen: Peer Gynt – Aase, öregasszony
- Hrabal: Sörgyári Capriccio – Az Idő
- Leoewe-Lerner: My Fair Lady – Pearcené
- Tasnádi István: Finito – özv. Vecserák Károlyné
- Webster: Amalfi hercegnője – Júlia, a bíboros szeretője
- Dosztojevszkij:Karamazov testvérek – Katerina Ivanovna
- Goldoni: Chioggiai csetepaté – Pasqua
- Spiró György: Koccanás – Öregasszony
- Wilder - Forgács: Hát akkor itt fogunk élni – Asszony
- Márai Sándor: Parázs és más – Nő; Bohóc
- Cooney: Család ellen nincs orvosság – Mama
- Chaucer: Canterbury mesék – Asszony, Öregasszony, Nő

## Filmszerepei közül
- Jégapó (magyar tévéjáték, 1984) (tévéfilm)
- Yerma (Gyöngyössy-Kabay – 1985)
- 1000-szer Júlia (szín., dráma, 1995) (tévéműsor)
- Szamba (játékfilm 1996)
- A Notre Dame-i toronyőr (amerikai tévéfilm, 1997)
- Kisimbisz, pengő húsz – fohász kávéházért, 1998 (tévéfilm)
- 6:3, avagy Játszd újra Tutti (magyar játékfilm, 1999)
- A múzsa csókja (szín., magyar tévéfilm, 2002)
- Kaffka Margit és Bauer Henrik (tévéfilm, 2003) – Lesznay Anna
- Barátok közt (magyar tv-sorozat, 2015–2018) – Pécsi Margó